# I Burn for You
I Burn for You è un brano di Sting, inciso negli anni da Arlene Phillips' Hot Gossip (1981), The Police (1982) e da Sting stesso (1986, 2010). 

## Storia
Sting in origine scrisse I Burn for You a metà degli anni settanta, per il gruppo di jazz fusion Last Exit nel quale militava subito prima di fondare The Police. Quella band non pubblicò mai il brano ma una versione demo registrata nel 1976 fu diffusa nel 2014 su un CD non ufficiale, dal titolo: Impulse Studio Demos.
Ai colleghi Andy Summers e Stewart Copeland di The Police l'autore propose la canzone una prima volta nel 1980, per quello che divenne l'album Zenyatta Mondatta, ma i due la giudicarono «troppo sentimentale» per lo stile della band. Sting decise allora di cederla al gruppo di ballerini cantanti Arlene Phillips' Hot Gossip che l'anno seguente ne incisero per primi una versione per soli archi e voci – dal titolo: Burn for You, senza il pronome iniziale – contenuta nell'unico loro album Geisha Boys and Temple Girls, prodotto da Martyn Ware (Human League, Heaven 17). L'arrangiamento in questione, come peraltro anche il demo del 1976, era ancora privo della coda strumentale che contraddistingue invece tutte le incisioni posteriori.
The Police nel frattempo registrarono anche la loro versione di I Burn for You, durante le sessioni dell'album Ghost in the Machine (1981) ma il brano alla fine fu scartato da quel disco e incluso, assieme ad altre due tracce strumentali della band, nella colonna sonora del film Brimstone and Treacle (1982), per il resto scritta e interpretata dallo stesso Sting come solista e in misura minore anche da altri artisti. Quanto invece al catalogo ufficiale di The Police, la canzone comparve per la prima volta – a sette anni dal loro scioglimento – sulla raccolta integrale in 4 CD Message in a Box: The Complete Recordings, pubblicata in edizione limitata nel 1993 e successivamente andata fuori catalogo.
Come artista solista, Sting inserì subito I Burn for You nel proprio repertorio, eseguendola regolarmente nel tour legato al suo primo album The Dream of the Blue Turtles del 1985. La versione live di quell'epoca compare sul doppio album dal vivo Bring on the Night e nel film-concerto omonimo. L'autore incise nuovamente la canzone per l'album in studio Symphonicities del 2010, in quel caso accompagnato dalla Royal Philharmonic Orchestra.
Il 4 novembre 2022 la Universal pubblicò su vinile un'edizione limitata alternativa di Ghost in the Machine, sottotitolata: Alternate Sequence Edition e contenente fra l'altro anche I Burn for You. Da allora, come parte di quest'ultima pubblicazione, la versione registrata nel 1981 da The Police divenne reperibile anche sulle piattaforme di streaming. In seguito la stessa traccia fu inclusa anche in un'edizione deluxe dell'album Synchronicity (1983), pubblicata in vari formati il 26 luglio 2024.